# موم

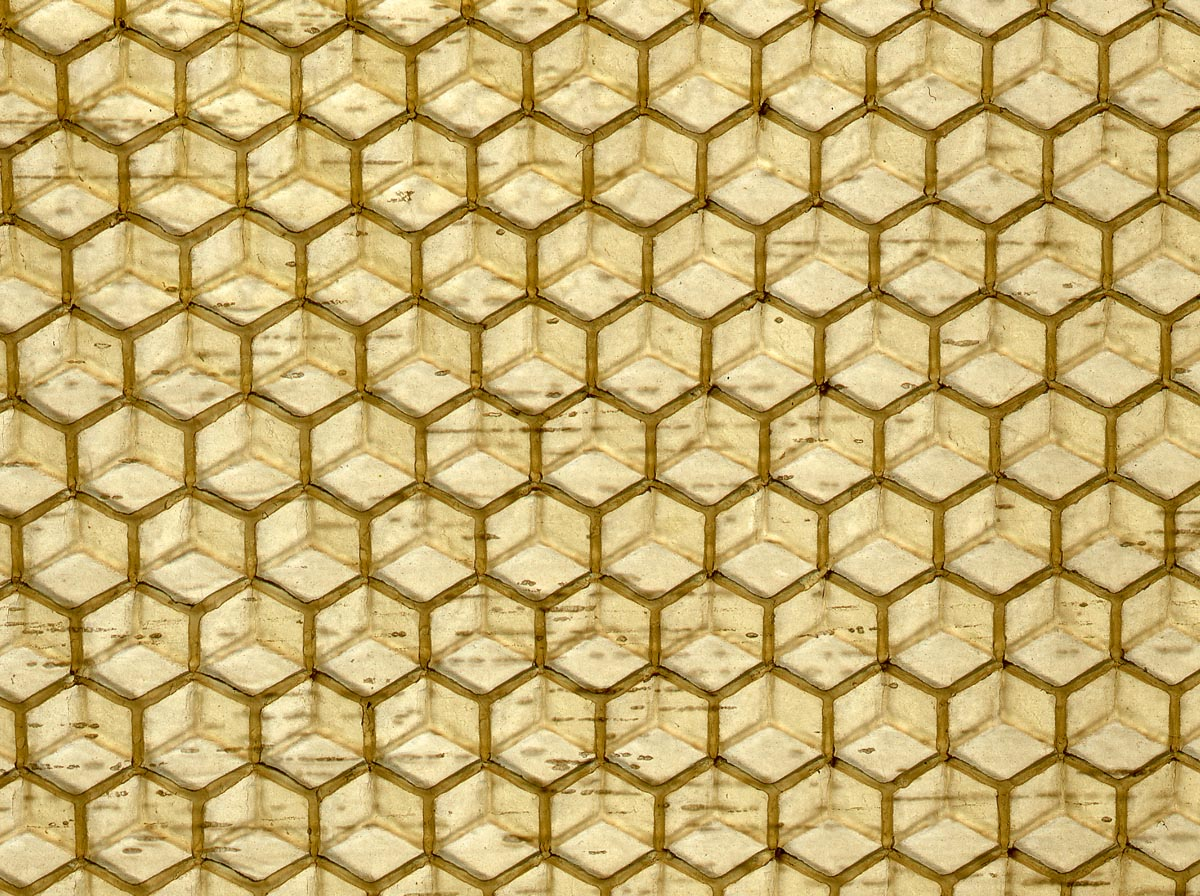
شانهٔ عسل تجاری که از فشردن موم در میان دو غلتک فلزی الگویافته به‌دست آمده‌است.

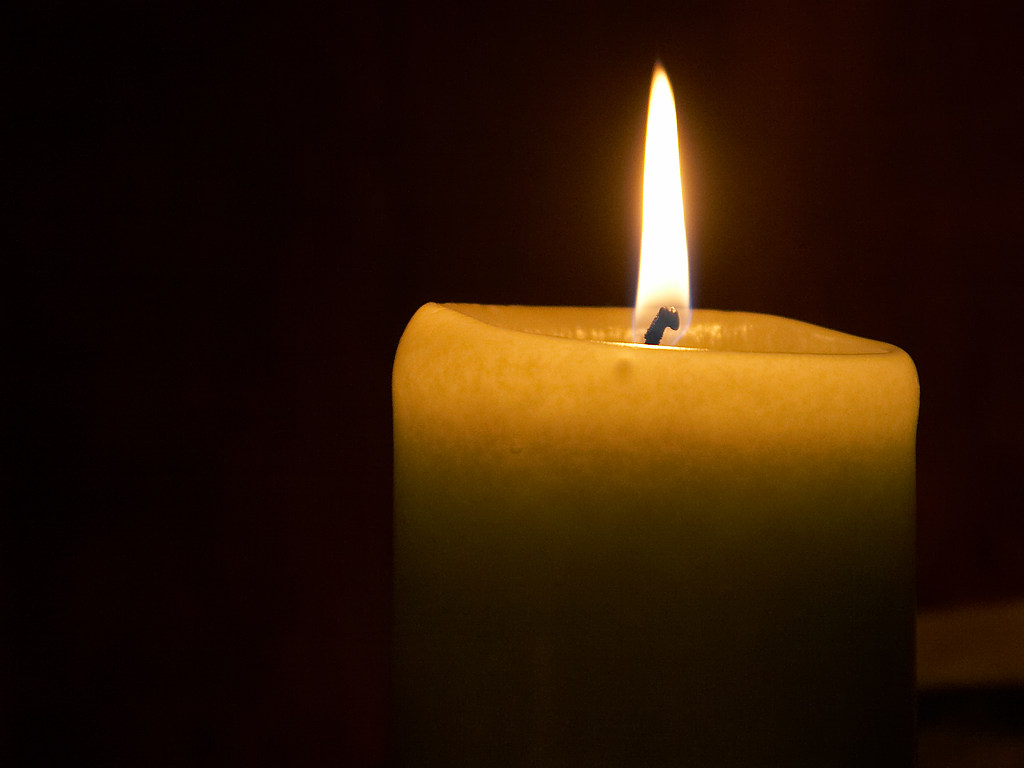
یک شمع مومی.

موم، ماده‌ای زردرنگ و نرم و بسیار قابل جذب است که معمولاً آن را زنبور عسل تولید می‌کند. موم‌ها حاوی استرها، اسیدها و الکلهای بسیار چرب هستند که گاهی دارای هیدروکربنهای آزاد می‌باشند. موم ماده‌ای با ثبات و بسیار مقاوم در برابر رطوبت است؛ در صورتی که در برابر حرارت و فشارهای مکانیکی ماندگاری چندانی ندارد. از پیش از میلاد تاکنون موارد استفاده از موم به‌عنوان بست، لایهٔ محافظ، مات‌کننده، چسب، واسطه قالب‌گیری، مدل‌سازی، مقاوم‌سازی و غیره است.
موم‌ها یک نوع لیپید هستند که از واحدهای بلند اسید چرب و الکل ساخته شده‌اند. موم‌ها اغلب در پوست میوه‌ها و بعضی حشرات موجود هستند و به‌دلیل آبگریز بودن آن‌ها، از خروج آب جلوگیری می‌کنند.

## پیرامون واژه
موم واژه‌ای فارسی است و در عربی از واژهٔ «شمع» بدین منظور استفاده می‌شود. امروزه واژهٔ شمع (به‌عنوان وام‌واژه) در زبان فارسی معنی دیگری یافته‌است.

## ویژگی‌ها
موم‌ها در دمای اتاق جامدند، در الکل و آب غیرمحلولند و در اتر و سولفوردوکربن قابل حل می‌باشند و در حرارت شصت درجهٔ سانتی‌گراد ذوب می‌شوند.
در آمریکای جنوبی گیاهی با نام نخل موم یا سروکسیلن وجود دارد که موم آن را به‌جای موم زنبور عسل مورد استفاده قرار می‌دهند.
استریدها و سریدهای موم بر اثر محلول الکلی پتاس، صابونی می‌شوند و الکل‌های مختلف و اسیدهای چرب تولید می‌کنند. الکل‌هایی که بدین‌وسیله از موم جدا شود در گیاهان مختلف متفاوت است. از موم زیتون و آلو، ایپورانول استخراج می‌شود. در موم‌های پنبه‌دانه و الیافی که برای پارچه‌بافی مصرف می‌شوند، الکل کرنوبیک و در کتان و رازک، الکل سریلیک و در موم گیاهان دیگر الکل‌های دیگری وجود دارد. موم گلبرگ‌های گل سرخ دارای هفت نوع گوناگون از این هیدروکربن‌ها است.

## انواع
موم‌ها عموماً به چهار گروه دسته‌بندی می‌شوند:
1. موم‌های عسلی
2. موم‌های نفتی
3. موم‌های نباتی یا گیاهی
4. موم‌های مصنوعی یا سنتزی

## موم عسل

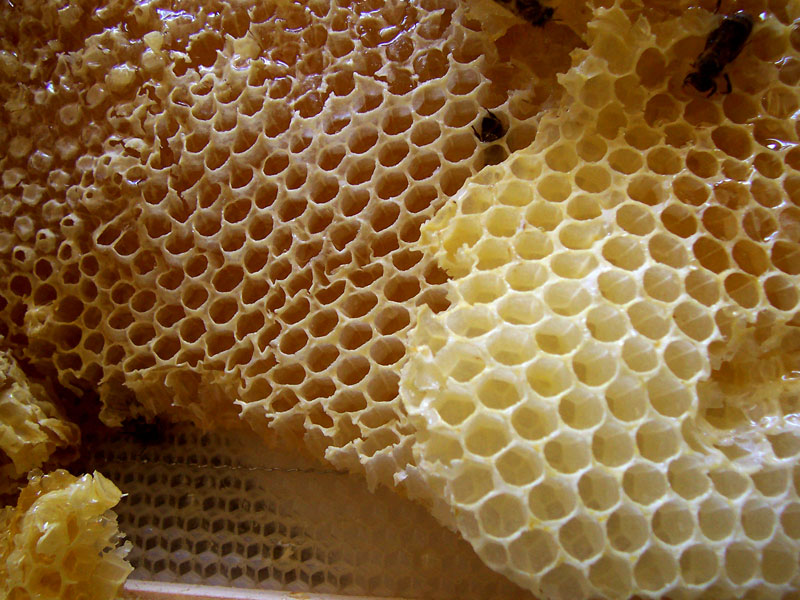
موم عسل

این موم از ذوب کردن کندوی زنبور عسل به‌دست می‌آید که نقطهٔ ذوب آن بین ۶۰ تا ۶۳ درجهٔ سلسیوس است. معمولاً این نوع موم را به رزین و روغن می‌افزایند که یکی از مناسب‌ترین نوع برای مصارف هنری است. به تنهایی نوعی بَست به حساب می‌آید و مقاوم‌ترین نوع بست در مقابل رطوبت و هواست. در حرارت بالاتر از ۶۳ درجه تیره‌تر می‌شود ولی زرد نمی‌شود. در برابر اسیدهای موجود در هوا هیچ واکنشی نشان نمی‌دهد. شرایط آب و هوایی و جوی بر آن تأثیر چندانی ندارد. در استفاده از آن به‌عنوان محافظت از نقاشی‌های روی مرمر باعث خوردگی سنگ مرمر می‌شود ولی خود نقاشی چندان تغییر نمی‌کند.

## موم‌های نفتی
موم‌های نفتی بسیار مقاوم، محکم و بادوام بوده و در طی روند تصفیهٔ روغنها به‌دست می‌آیند. منحنی این دسته از موم‌ها به جرم مولکولی آن‌ها بستگی دارد که قابل تنظیم است، بنابراین امکان تولید موم‌هایی با نقطهٔ ذوب متفاوت وجود دارد. موم را می‌توان به‌طور کلی نوعی پلی‌اتیلن با وزن مولکولی پایین به‌حساب آورد. موم‌های معدنی یا هیدروکربنی را به سه دسته تقسیم‌بندی می‌کنند:
موم‌های معدنی یا پارافینی
از تصفیهٔ روغن‌های سبک به‌دست می‌آیند و کریستالی، سفید، نسبتاً سفت، شفاف و جامد هستند و مخلوطی از هیدروکربنهای اشباع‌شده با تعدادی اتم کربن بالا هستند. کاربرد این نوع موم‌ها در تهیهٔ مجسمه‌های مومی، شمع‌سازی، پوشش محافظ اشیای باستانی، روکش فلزات حکاکی‌شده، اندود کاغذ و مقوا، قالب‌گیری سرد و آسترکاری نقاشی هنری و دیواری، چوبی و غیره استفاده می‌شوند.
موم‌های میکرو کریستالی (موم ریز)
از تصفیهٔ روغن‌های سنگین موم‌های کریستالی به‌دست می‌آیند. به رنگ سفید تا قهوه‌ای کریستالی ریزی هستند. میکروکریستالین وکس دارای نقطه ذوب بالاتری نسبت به بسیاری از وکس های طبیعی است. قابل استفاده در تایر، لاستیک، شمع، صفحات پوششی شیروانی و ریخته‌گری هستند. ترکیبی از پارافین وکس و میکرو کریستالین وکس در لاستیک و تایر، رایج است.
موم‌های نیمه‌کریستالی
اهمیت این نوع موم‌ها بسیار کمتر از موم‌های پیشین است.

## موم‌های گیاهی
موم‌های گیاهی از برگ‌ها و مواد ترشح‌شده از درخت‌ها حاصل می‌شوند. برخی از این‌ها عبارت‌اند از:
موم Baybery نوعی موم گیاهی معطر است که در درجه اول در تولید شمع‌های معطر مورد استفاده قرار می‌گیرد و نقطه ذوب آن ۳۹–۴۲ درجهٔ سانتی‌گراد (۱۰۲–۱۲۰° فارنهایت) است.
موم ژاپنی با نام‌های موم سماق یا پیه ژاپنی نیز شناخته می‌شود. این نوع موم در شمع، صنایع دارویی، آرایشی بهداشتی، مداد رنگی و … مورد استفاده قرار می‌گیرد. این نوع موم در بنزن، اتر و نفتا محلول و در آب سرد و اتانول نامحلول است. نقطهٔ ذوب این موم ۴۵–۵۳ درجه سانتی‌گراد (۱۲۴° فارنهایت) است.
موم Triadica sebifera که به‌عنوان sebiferum Sapium یا پیه چینی شناخته شده‌است، از این نوع موم در طب گیاهی برای درمان جوش استفاده می‌شود.

## موم‌های سنتزی
موم‌های سنتزی یا مصنوعی ترکیبی از موم‌های طبیعی یا نفتی با مواد مختلف هستند که کارایی یا منحنی آن‌ها را در برابر حرارت یا فشارهای مکانیکی و مصارف گوناگون بالا می‌برد. برخی از مهم‌ترین این موم‌ها:
موم قرطانجی
نوعی موم که در دمای پایین‌تر از ۹۶ درجهٔ سانتی‌گراد ذوب نمی‌شود و ترکیبی از ۵۰ گرم موم خالص و ۵۰۰ سانتی‌متر مکعب آب مقطر جوشیده‌شده و حدود ۵ گرم جوش شیرین است. به گونه‌ای می‌توان گفت نوعی صابون به‌دست می‌آید که با افزودن ۱۰ درصد منیزیم کلرید و حل کردن آن، نوعی موم قرطانجی به‌دست می‌آید. این موم دارای استحکامی در حد نان خشک است.
موم پلی‌اتیلن گلیکول
پلی‌اتیلن گلیکول‌ها از خانوادهٔ پلیمرهای خطی هستند و یک ترکیب اتر با انواع استفاده‌های صنعتی و پزشکی است. از واکنش افزایشی گاز اتیلن اکساید با مونواتیلن گلایکول یا دی‌اتیلن گلایکول تشکیل شده‌است. فرمول کلی برای پلی‌اتیلن گلایکول H(OCH2CH2)nOH است که n میانگین تعداد گروه‌های اتیلن اکساید است. گریدهای مختلف پلی‌اتیلن گلیکول به‌وسیله جرم مولکولی متوسط آن مشخص می‌شود. به عنوان مثال PEG400 شامل توزیع پلیمرهای دارای وزن مولکولی متوسط ۴۰۰ است که به‌طور مشابه متوسط تعداد تقریبی گروه‌های تکراری گاز اتیلن اکساید برابر ۹ است.
بسته به متوسط جرم مولکولی، پلی‌اتیلن گلایکول‌ها می‌توانند در شرایط استاندارد به‌صورت مایع یا جامد باشند.
وِرنی موم
کاربرد آن به عنوان پوشش آثار هنری می‌باشد که به صورت‌های مختلفی ساخته می‌شود.
موم کازمولویید اچ۸۰۱
گونه‌ای موم سنتزی که به عنوان محافظ برای سنگ به همراه موم میکرو کریستال که در تولوئن، گزیلن و الکل سفید حل شده‌است یا به تنهایی مورد استفاده قرار می‌گیرد. این موم در مرمت مورد استفاده قرار می‌گیرد.
انواع دیگر موم‌ها
- موم گیاهی که در اندام‌های مختلف گیاهی (ساقه و برگ و میوه) به وجود می‌آید، مانند موم موجود در سطح برگ کلم، کاکتوس و نیشکر. در نخل برزیلی مقدار موم به حدّی زیاد است که آن را استخراج می‌کنند و به آن موم نخل نیز گویند.
- موم معدنی که از گیاهان فسیل‌شده خصوصاً تورب‌ها به‌دست می‌آید. توضیح اینکه در اطراف تشکیلات نفتی قسمی موم معدنی زردرنگ یا قهوه‌ای به دست می‌آید که به اوزوکریت موسوم است.
- موم حیوانی ماده‌ای است که از چهار جفت غده مترشحه موم که در داخل شکم زنبور عسل کارگر است به دست می‌آید. زنبورهای عسل این موم را جهت ساختن اتاقک‌های داخل کندو به‌کار می‌برند. برای استخراج این موم معمولاً عسل را تصفیه می‌کنند و موم را به‌دست می‌آورند. خواص شیمیایی این موم نیز مشابه با موم گیاهی است.[۲]